# إدوين أوستن أبيي
إدوين أوستن أبيي (بالإنجليزية: Edwin Austin Abbey )‏ (و. 1852 – 1911 م) هو رسام، ورسام توضيحي، ومهندس معماري، من الولايات المتحدة، ولد في فيلادلفيا، وكان عضوًا في الأكاديمية الأمريكية للفنون والآداب، والأكاديمية الملكية للفنون، توفي في لندن، عن عمر يناهز 59 عاماً.

## التعليم
تعلم في أكاديمية بنسلفانيا للفنون الجميلة.

## جوائز
حصل على جوائز منها:
- وسام جوقة الشرف من رتبة فارس.

## روابط خارجية
- إدوين أوستن أبيي على موقع الموسوعة البريطانية (الإنجليزية)
- إدوين أوستن أبيي على موقع إن إن دي بي (الإنجليزية)